# New Muckleneuk
New Muckleneuk (ou "Nieuw-Muckleneuk" en afrikaans) est un quartier résidentiel et commerçant, situé à l'est du centre-ville de Pretoria en Afrique du Sud, à un peu plus de 5 km de church Square.
Niché dans les collines de Pretoria, le nom de ce quartier provient d'une portion de la ferme Elandspoort rachetée par un certain George Walker et rebaptisée Muckleneuk (signifie recoin ou courbe en français) en hommage à la propriété familiale située en Écosse. Le nom a été conservé par la suite pour désigner 3 quartiers de Pretoria dont celui de Nieuw Muckleneuk établi en 1898.

## Localisation

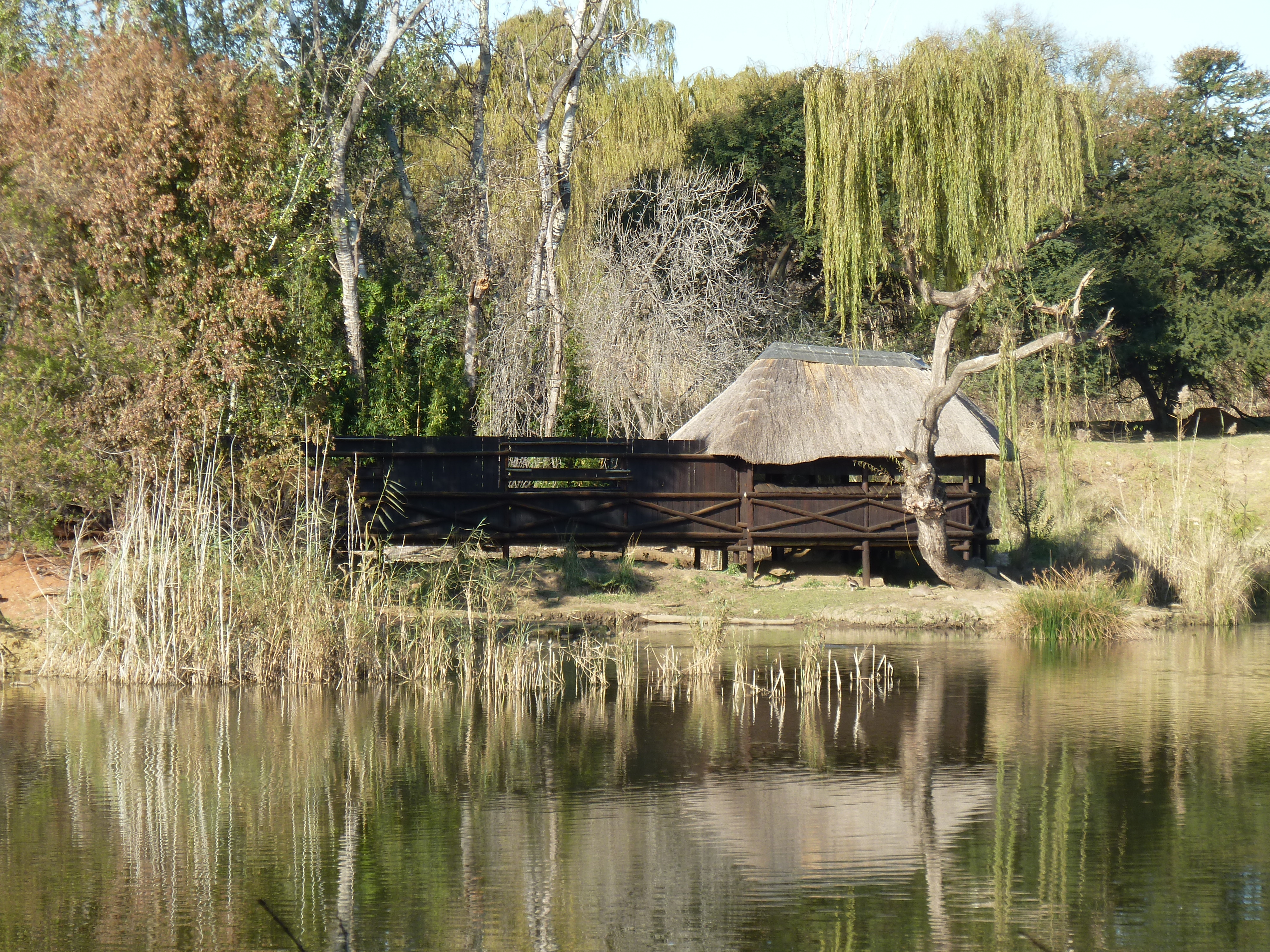
Austin Roberts Bird Sanctuary situé à Nieuw Muckleneuk

Située au sud de Bailey's Muckleneuk, au nord de Waterkloof, à l'est de Groenkloof et à l'ouest de Brooklyn, l'actuel quartier de New Muckleneuk est bordé à l'ouest par l'avenue Florence Ribeiro (ancienne Queen Wilhelmina avenue), au nord par Mackie street, à l'est par Fehrsen street et au sud par Main street.
Il comprend de nombreuses maisons, édifiés par des architectes renommés tels que Gerhard Moerdyk, Lockwood Hall et Herbert Baker, ainsi que les ambassades de Suisse, de France et d'Iran. On y trouve aussi le Austin Roberts Bird Sanctuary, de nombreux restaurants sur Dey et Bronkhorst street ainsi que l'entrée au Brooklyn Mall sur Veale street.

## Démographie
Selon le recensement de 2011, Nieuw Muckleneuk comprend plus de 1 288 résidents, principalement issu de la communauté blanche (53,82 %).
Les noirs représentent 34,39 % des habitants tandis que les Coloureds et les indiens représentent un peu plus de 10 % des résidents.
Les habitants sont à 36,05 % de langue maternelle anglaise, à 35,65 % de langue maternelle afrikaans, à 4,07 % de langue maternelle Setswana et à 2,68 % de langue maternelle Sepedi.

## Politique
Le quartier de Nieuw Muckleneuk est dominé politiquement par l'Alliance démocratique. Lors des élections générales sud-africaines de 2014, l'Alliance démocratique a remporté plus de 73 % des suffrages dans la circonscription électorale (comprenant une partie de Brooklyn), devançant le congrès national africain (plus de 15 %).

## Établissement scolaire principal
- École primaire (Laerskool) Anton van Wouw